# Lepketapló
A lepketapló (Trametes versicolor) az Agaricomycetes osztályának taplóalkatúak (Polyporales) rendjébe, ezen belül a likacsosgombafélék (Polyporaceae) családjába tartozó faj.

## Megjelenése
Félkör alakú, nagy telepekben tenyésző taplófaj. Szinte minden fafajtán megél, egész évben terem, nagyon gyakori. Főként még élő fák ágain érzi jól magát de akár a holtfán is megél.
Felülete szőrös, hullámos, széle fehér, a termőtest többi része lehet feketés, barnás, kékes, szürkés, zöldes, de mindig legalább négyszínű zóna van. A széle enyhén hullámos mindig világosabb mint a belső részek.
Húsa vékony, kemény, íze, szaga nem jellemző.
Étkezési szempontból nincs jelentősége de gyógygombaként tartják számon, többnyire teát főznek belőle, vagy keserű íze miatt kávéhoz adagolják.
Erősíti az immunrendszert, vírusölő és tumorgátló hatása van.
Spórapora fehér. Spórái hengeres, görbült alakúak, kolbász szerűek, méretük pedig 1,5-2,5 x 5-7 µm.